# Costituzione della Norvegia

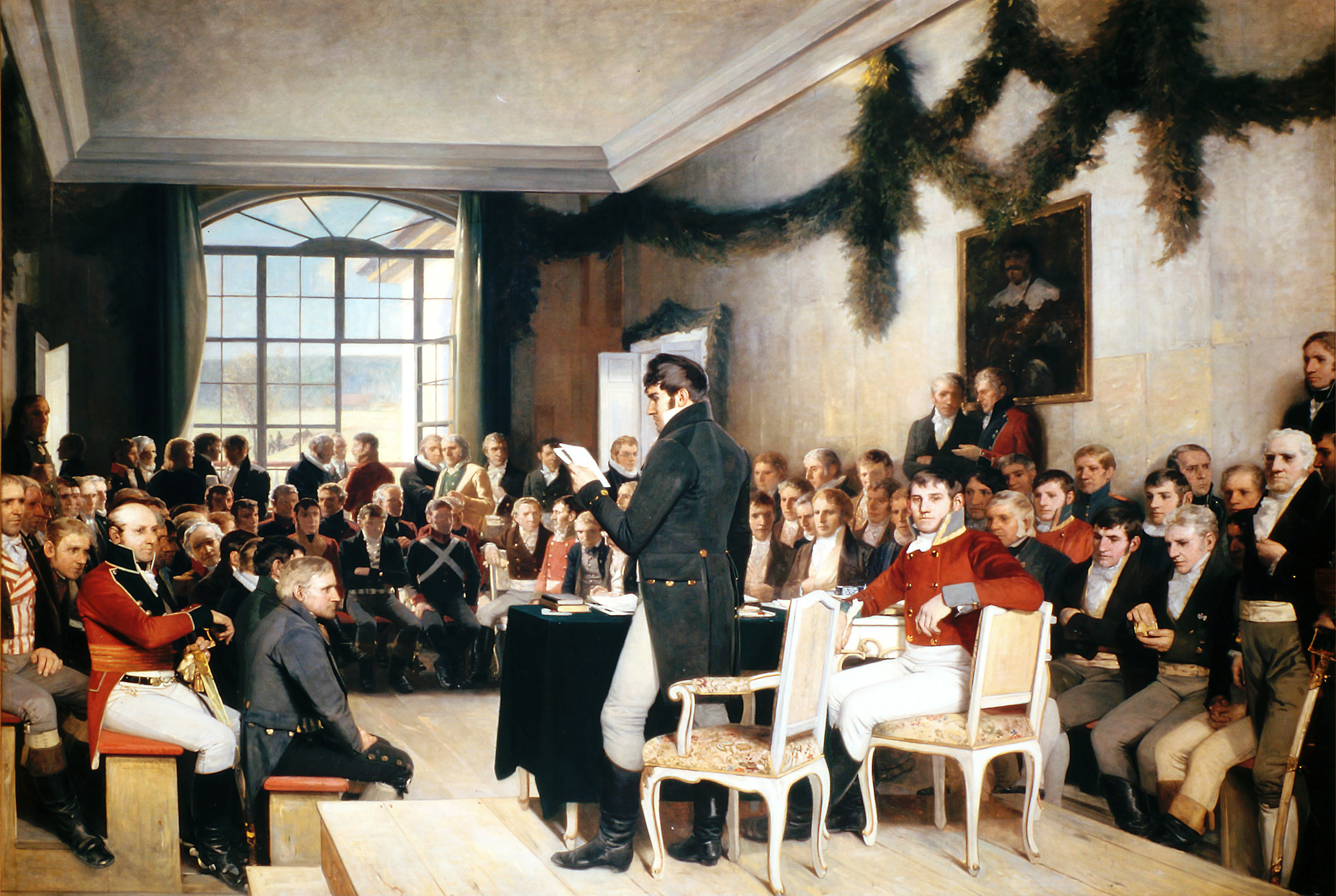
L'Assemblea Costituente di Eidsvoll, 1814.

La Costituzione della Norvegia (Den norske grunnlova / Kongeriket Norges Grunnlov) fu dapprima adottata il 16 maggio 1814 dall'assemblea costituente norvegese a Eidsvoll (una piccola città a nord della capitale statale, che fu quindi chiamata Christiania), quindi firmata e datata il 17 maggio. Fu considerata una delle costituzioni democratiche più radicali al mondo in quel periodo. Il 17 maggio è ora la Festa nazionale norvegese.

## Storia
La costituzione della Norvegia fu ispirata dalla dichiarazione di indipendenza degli Stati Uniti d'America del 1776, dalla rivoluzione francese del 1789 e dalle successive costituzioni statunitense e francese, ed è considerata una delle costituzioni democratiche più radicali al mondo in quel periodo. Dopo una campagna contro la Norvegia della vicina Svezia, la Norvegia con la convenzione di Moss fu obbligata a stabilire un'unione personale con la Svezia, formando la Svezia-Norvegia, e di emendare la sua costituzione in base a quanto sottoscritto il 4 novembre 1814. Questi emendamenti furono revocati novant'anni dopo, quando l'unione si scisse nel 1905. Molti altri emendamenti sono stati adottati dal 1814, il più recente dei quali il 20 febbraio 2006. Dopo la seconda guerra mondiale e la restaurazione della pace e del ruolo costituzionale, ci furono grandi dibattiti su come gestire gli eventi dei cinque anni precedenti. Nessuno di questi portò a modifiche nella costituzione, che ha quindi resistito alla prova di tempi difficili.

## Sviluppo della costituzione
La costituzione del 1814 fu un prodotto del proprio tempo e, con lo svilupparsi della democrazia norvegese, alcune delle sue parti cominciarono ad apparire sempre più datate. Per esempio, il potere esecutivo, che nella costituzione era completamente attribuito al Re, venne progressivamente a risiedere nel Consiglio di Stato (Statsråd). Parimenti, il Re in origine aveva il diritto di nominare membri del Consiglio, che rispondevano a lui solo, e non potevano essere scelti tra i membri dello Storting (il parlamento). Con l'istituzione del parlamentarismo negli anni settanta dell'Ottocento, il Consiglio fu realmente scelto mediante elezione generale, in cui il Re nominava solamente membri del partito o della coalizione che avessero la maggioranza nello Storting. Inoltre, il Consiglio prese a rispondere allo Storting, nel senso che il fallimento di un voto di fiducia avrebbe costretto il governo alle dimissioni. Ciò avvenne nel marzo del 2000, quando la coalizione al governo si sentì incapace di accettare l'introduzione di centrali elettriche a gas naturale (ritenendole pericolose per l'ambiente), cosa cui la maggioranza dello Storting era favorevole.
Oltre a questi cambiamenti nella pratica, ci sono stati molti emendamenti e cambiamenti al testo attuale. Forse il più famoso è la rimozione dell'"Articolo degli ebrei". Un relitto della precedente dominazione danese, l'articolo 2 originariamente dettava "La religione evangelico-luterana rimane la religione pubblica di Stato. Gli abitanti che la professano sono obbligati ad allevare i loro figli a questa. I Gesuiti ed il monachesimo non sono permessi. Agli ebrei è proibito l'ingresso nel Regno". Nel 1851 l'ultimo comma fu cancellato, e nel 1897 anche il secondo. L'articolo 12 della costituzione stabiliva che almeno metà dei membri del concilio di stato dovessero essere membri della chiesa di stato, dettato che era molto controverso . Un emendamento costituzionale del 2012 (entrato in vigore il 1º gennaio 2017) ha abrogato tali disposizioni ed eliminato il sistema della chiesa di stato, anche se continua a riconoscere la chiesa evangelico-luterana quale chiesa nazionale . Il suffragio universale maschile fu introdotto in Norvegia nel 1898 e il suffragio universale nel 1913 attraverso emendamenti alla costituzione.

## Lingua
Gli eventi e la costituzione del 1814 hanno un posto centrale nell'identità norvegese. Per questa ragione, e per mantenere il testo più coerente possibile, i cambiamenti sono scritti in un linguaggio simile a quello originale. Nel 1814 il danese era ancora la lingua scritta universale. Le due versioni attuali scritte di norvegese, Bokmål e Nynorsk, non erano sviluppate fino alla fine del XIX secolo. Nel 1903 la costituzione fu sottoposta a una lieve revisione linguistica, cambiando la grafia di alcuni termini di cui era cambiata l'ortografia dal 1814, mantenendo comunque il linguaggio danese del XIX secolo.
Tutti i recenti emendamenti hanno tentato di imitare il linguaggio della versione del 1903, portando a costruzioni peculiari. Il termine "ambiente" è scritto con la grafia precedente milieu, che differisce dal moderno norvegese e danese miljø; il contesto moderno dell'utilizzo della parola non esisteva comunque nel XIX secolo. Il "gruppo etnico dei Sami" è "den samiske Folkegruppe", sebbene la parola Sami (samisk) non fu comune fino agli anni 1970. Nel 1814 o nel 1903 sarebbe stata utilizzata la parola "lappone" (lappisk), ma oggi è considerato un termine denigratorio.
Poiché gli emendamenti sono stati elaborati da politici non esperti del danese del XIX secolo, molti termini sono stati redatti con la grafia moderna norvegese. Sono stati suggeriti diversi approcci per revisionare il linguaggio del documento:
- Attualizzare il linguaggio, dai punti di vista del suo utilizzo e della grafia.
- Usare il linguaggio del 1903, ma correggere i passaggi in cui gli emendamenti non sono coerenti con questo standard.
- Ripristinare il linguaggio allo standard del 1814; un'obiezione a questa azione consiste nel fatto che molti norvegesi moderni troverebbero la costituzione ancora più difficile da leggere.
- Modificare il linguaggio a una delle riforme ortografiche, sia quella del 1917, del 1938 o del 1959. Questo porterebbe a un linguaggio piuttosto conservativo, ma più vicino alla parlata attuale.

Un emendamento costituzionale del 2 febbraio 2006 si focalizzò nel correggere 16 errori ortografici alle forme corrette del 1903.
Si potrebbe commentare che la Norvegia è probabilmente l'unica nazione che abbia la costituzione scritta in lingua straniera. È certamente l'unico Stato che emana nuovi documenti normativi in una lingua morta, eccetto per il Vaticano che utilizza il latino. Anche il nome ufficiale del Regno di Norvegia (in norvegese: Kongeriket Norge/Kongeriket Noreg) sarebbe infatti la forma danese Kongeriget Norge se preso letteralmente dalla costituzione.

## Evoluzione attuale
Un emendamento costituzionale del 2012 (v. sopra), entrato in vigore il 1º gennaio 2017, ha separato la chiesa dallo stato. Ora la Norvegia è uno stato laico. Tuttavia, l'art. 16 della Costituzione continua a supportare la Chiesa evangelico-luterana, definendola "chiesa stabilita", ed estende tale supporto alle altre religioni.
L'alta corte del regno norvegese è autorizzata dalla costituzione e ciò fu frequentemente utilizzata dallo Storting come strumento politico per controllare il governo nel XIX secolo, ma non ci sono stati impeachment dal 1927. Un rapporto parlamentare e una proposta di emendamento costituzionale fu presentata nel 2004 per modificare la base legale dell'alta corte del regno e ridurre la sua influenza da parte della politica(). La proposta fu votata all'unanimità il 20 febbraio 2007. La corte è ora composta da cinque giudici regolari della Corte suprema della Norvegia e da sei giudici laici segnalati dallo Storting, invece che dalla corte suprema intera più il Lagting (un quarto dello Storting).
Alcuni giuristi costituzionali ritengono che dovrebbe essere necessario modificare la costituzione di Norvegia per l'ingresso nell'Unione europea. Comunque, il dibattito sulla UE è stato relativamente quiescente dal referendum del 1994, così che non è probabile che questo cambiamento avvenga in questi anni.